# ماساكي كينوشيتا
ماساكي كينوشيتا (باليابانية: 木下 正貴) (22 يونيو 1989 في تاتسونو في اليابان – )؛ هو لاعب كرة قدم ياباني سابق كان يلعب كحارس مرمى.

## وصلات خارجية
- ماساكي كينوشيتا على موقع رابطة كرة القدم اليابانية للمحترفين (اليابانية)
- ماساكي كينوشيتا على موقع قاعدة بيانات كرة القدم.إي يو (الإنجليزية)
- ماساكي كينوشيتا على موقع Soccerway.com (الإنجليزية)
- ماساكي كينوشيتا على موقع عالم كرة القدم.نت (الإنجليزية)
- ماساكي كينوشيتا على موقع كووورة